# Ungarische Eishockeyliga 1995/96
Die Saison 1995/96 war die 59. Spielzeit der ungarischen Eishockeyliga, der höchsten ungarischen Eishockeyspielklasse. Meister wurde zum ersten Mal in der Vereinsgeschichte überhaupt Dunaferr Dunaújváros.

## Modus
In der ersten Saisonphase absolvierte jede der fünf Mannschaften insgesamt zwölf Spiele. Die vier bestplatzierten Mannschaften bestritten anschließend die zweite Saisonphase, wobei die Punkte aus der ersten Saisonphase übernommen wurden. Die beiden Erstplatzierten der zweiten Saisonphase qualifizierten sich für das Meisterschaftsfinale. Für einen Sieg erhielt jede Mannschaft zwei Punkte, bei einem Unentschieden gab es einen Punkt und bei einer Niederlage null Punkte.

## Erste Saisonphase
|    | Klub                      | Sp | S  | U | N  | Tore   | Punkte |
| -- | ------------------------- | -- | -- | - | -- | ------ | ------ |
| 1. | Dunaferr Dunaújváros      | 12 | 10 | 2 | 0  | 78:17  | 22     |
| 2. | Lehel HC Jászberény       | 12 | 6  | 3 | 3  | 58:43  | 15     |
| 3. | Ferencvárosi TC           | 12 | 6  | 2 | 4  | 58:45  | 14     |
| 4. | Alba Volán Székesfehérvár | 12 | 4  | 1 | 7  | 70:47  | 9      |
| 5. | Újpesti TE                | 12 | 0  | 0 | 12 | 23:135 | 0      |

Sp = Spiele, S = Siege, U = unentschieden, N = Niederlagen, OTS = Overtime-Siege, OTN = Overtime-Niederlage, SOS = Penalty-Siege, SON = Penalty-Niederlage

## Zweite Saisonphase
|    | Klub                      | Sp | S  | U | N  | Tore   | Punkte |
| -- | ------------------------- | -- | -- | - | -- | ------ | ------ |
| 1. | Dunaferr Dunaújváros      | 21 | 18 | 3 | 0  | 123:37 | 39     |
| 2. | Ferencvárosi TC           | 21 | 8  | 4 | 9  | 71:86  | 20     |
| 3. | Alba Volán Székesfehérvár | 21 | 7  | 2 | 12 | 71:97  | 16     |
| 4. | Lehel HC Jászberény       | 21 | 3  | 3 | 15 | 69:114 | 9      |

Sp = Spiele, S = Siege, U = unentschieden, N = Niederlagen, OTS = Overtime-Siege, OTN = Overtime-Niederlage, SOS = Penalty-Siege, SON = Penalty-Niederlage

## Playoffs

### Spiel um Platz 3
- Alba Volán Székesfehérvár – Lehel HC Jászberény 2:0 (4:3, 7:2)

### Finale
- Dunaferr Dunaújváros – Ferencvárosi TC 2:0 (4:1, 6:3)